# ブメタニド
ブメタニド（Bumetanide）は三共が開発したループ利尿薬の一つである。商品名ルネトロンは、“l”oop（ループ）、“u”ri“ne”（尿）、S“tron”g（強力）からとったもので、「強力なループ利尿剤」という意味で命名された。
同系統のフロセミドとの違いは、主に生物学的利用能と薬物動態学的な挙動による。フロセミドの消化管からの吸収率は約6割で、患者により1割〜9割とばらつきが大きいが、ブメタニドは約8割が吸収され、食事の影響を受けない。このためブメタニドは作用を予測し易い利尿薬と言われる。クレアチニンクリアランスが正常な患者ではフロセミドの40倍の効果を持ち:1、腎障害を有する患者にも使用できる。錠剤と注射剤がある。
脳細胞では、ブメタニドはNKCC1（ナトリウム－カリウム－塩素イオン共輸送体）を阻害し、神経細胞内の塩素イオン濃度を低下させる。その結果GABAの働きが増強されて、バルビツール酸系薬剤等の従来薬が無効な場合でも新生児の痙攣発作を抑制する。ブメタニドは抗てんかん薬として開発中である。また同様の機序で、軽症の自閉症症状を緩和するとの研究もある。

## 効能・効果
心性浮腫、腎性浮腫、肝性浮腫、癌性腹水

## 禁忌
下記の患者には禁忌である。
- 肝性昏睡の患者
- 体液中のNa、Kが明らかに減少している患者
- 無尿の患者

## 副作用
添付文書に記載されている重大な副作用は脱水である。また利尿効果が急激に現れることがあるので電解質平衡失調や脱水に注意して少量から始め、徐々に増量するよう注意書されている。
1%以上の患者に電解質失調（低ナトリウム血症、低カリウム血症、低クロル性アルカローシス等）、高尿酸血症（注射剤では1%未満）、脱力、倦怠感が発生する。

## 乱用
2008年10月ESPNは、多くのNFL選手がブメタニドを服用しており、違法に摂取したアナボリックステロイドを排泄させようとしていたのではないかと疑われていると報道した。ブメタニドはしばしば体重減少剤として用いられるほか、尿を希釈して尿中に排泄された薬物をマスクするために使用される。
ブメタニドは体重減少を謳うサプリメントの中に混入されていた事がある。FDAに摘発された後、そのサプリメント（StarCaps）は市場から回収された。